# Saint-Hymer
Saint-Hymer est une commune française, située dans le département du Calvados en région Normandie.

## Géographie

### Localisation

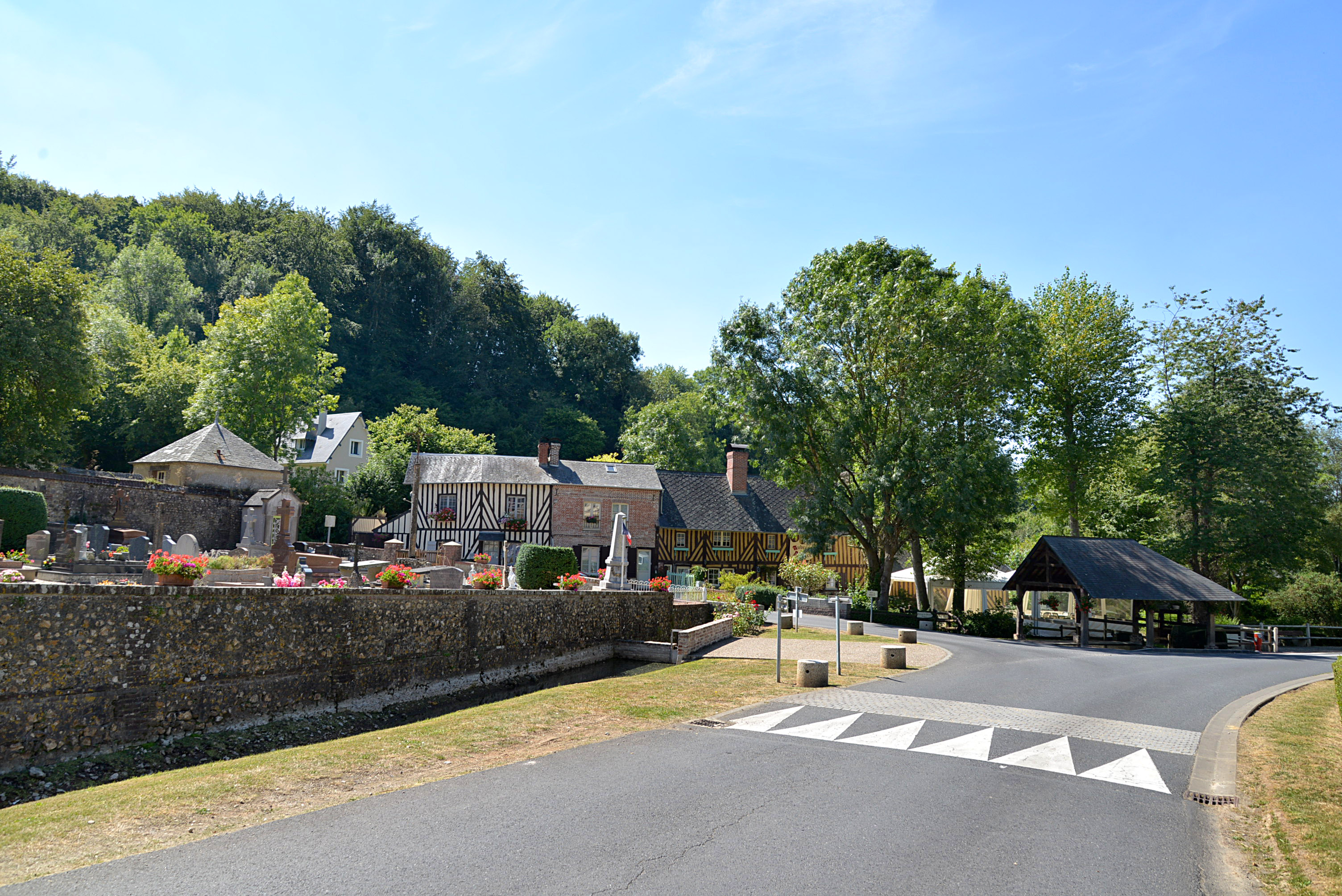
Le village.

Saint-Ymer est une commune française du Pays d'Auge jouxtant par le sud Pont-l'Évêque et situé à 15 km à vol d'oiseau au sud-est de Deauville et du littoral de la Manche, 16 km au sud-ouest de Beuzeville, 13 km au nord de Lisieux et 40 kmau nord-est de Caen.
Le sentier de grande randonnée GR 26 y passe.
La commune se trouve dans l'aire d'attraction de Trouville-sur-Mer, dans la zone d'emploi de Lisieux et dans le bassin de vie de Pont-l'Évêque.

### Communes limitrophes
Les communes limitrophes sont Le Breuil-en-Auge, Clarbec, Formentin, Pierrefitte-en-Auge, Pont-l'Évêque, Reux et Le Torquesne.

### Géologie et relief
La superficie de la commune est de 12,32 km2 ; son altitude varie de 20  à   144 mètres.

### Hydrographie
La commune est située dans le bassin Seine-Normandie. Elle est drainée par l'Yvie, le ruisseau de la Fontaine Magard, le ruisseau de la Bazinnerie, le fossé 01 de la commune de Saint-Hymer et divers autres petits cours d'eau,.
L'Yvie, d'une longueur de 10 km, prend sa source dans la commune de Valsemé et se jette  dans la Touques à Pont-l'Évêque, après avoir traversé quatre communes. 

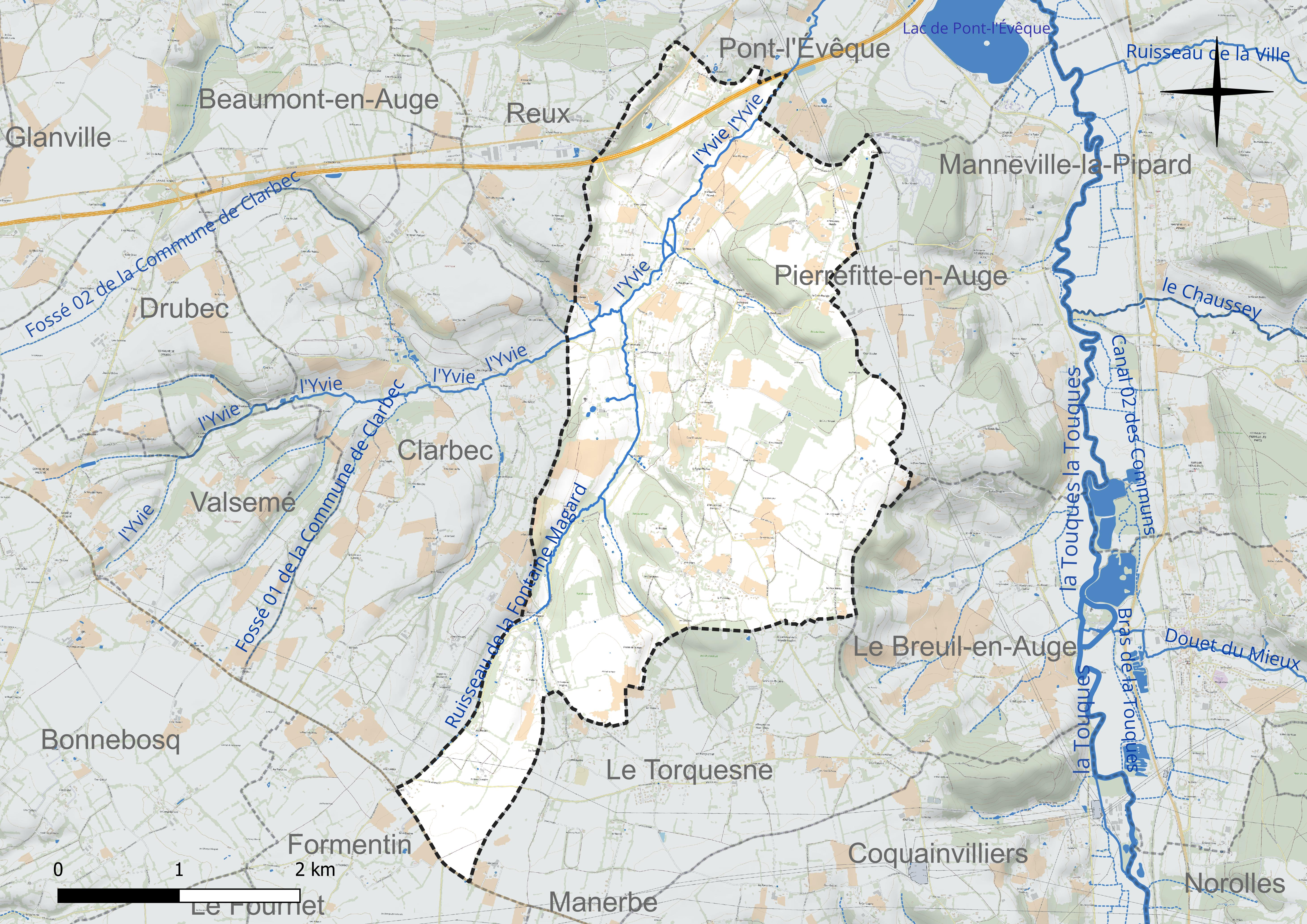
Réseau hydrographique de Saint-Hymer.

### Climat
Pour des articles plus généraux, voir Climat de la Normandie et Climat du Calvados.
En 2010, le climat de la commune est de type climat océanique franc, selon une étude du CNRS s'appuyant sur une série de données couvrant la période 1971-2000. En 2020, Météo-France publie une typologie des climats de la France métropolitaine dans laquelle la commune est exposée à un climat océanique et est dans la région climatique Côtes de la Manche orientale, caractérisée par un faible ensoleillement (1 550 h/an) ; forte humidité de l'air (plus de 20 h/jour avec humidité relative > 80 % en hiver), vents forts fréquents. Parallèlement le GIEC normand, un groupe régional d'experts sur le climat, différencie quant à lui, dans une étude de 2020, trois grands types de climats pour la région Normandie, nuancés à une échelle plus fine par les facteurs géographiques locaux. La commune est, selon ce zonage, exposée à un « climat contrasté des collines », correspondant au Pays d'Auge, Lieuvin et Roumois, moins directement soumis aux flux océaniques et connaissant toutefois des précipitations assez marquées en raison des reliefs collinaires qui favorisent leur formation.
Pour la période 1971-2000, la température annuelle moyenne est de 10,5 °C, avec  une amplitude thermique annuelle de 12,8 °C. Le cumul annuel moyen de précipitations est de 850 mm, avec 12,8 jours de précipitations en janvier et 8,7 jours en juillet. Pour la période 1991-2020, la température moyenne annuelle observée sur la station météorologique la plus proche, située sur la commune de Saint-Gatien-des-Bois à 11 km à vol d'oiseau, est de 11,0 °C et le cumul annuel moyen de précipitations est de 920,4 mm,. Pour l'avenir, les paramètres climatiques de la commune estimés pour 2050 selon différents scénarios d'émission de gaz à effet de serre sont consultables sur un site dédié publié par Météo-France en novembre 2022.

## Urbanisme

### Typologie
Au 1er janvier 2024, Saint-Hymer est catégorisée commune rurale à habitat dispersé, selon la nouvelle grille communale de densité à 7 niveaux définie par l'Insee en 2022.
Elle est située hors unité urbaine. Par ailleurs la commune fait partie de l'aire d'attraction de Trouville-sur-Mer, dont elle est une commune de la couronne,. Cette aire, qui regroupe 35 communes, est catégorisée dans les aires de moins de 50 000 habitants,.

### Occupation des sols

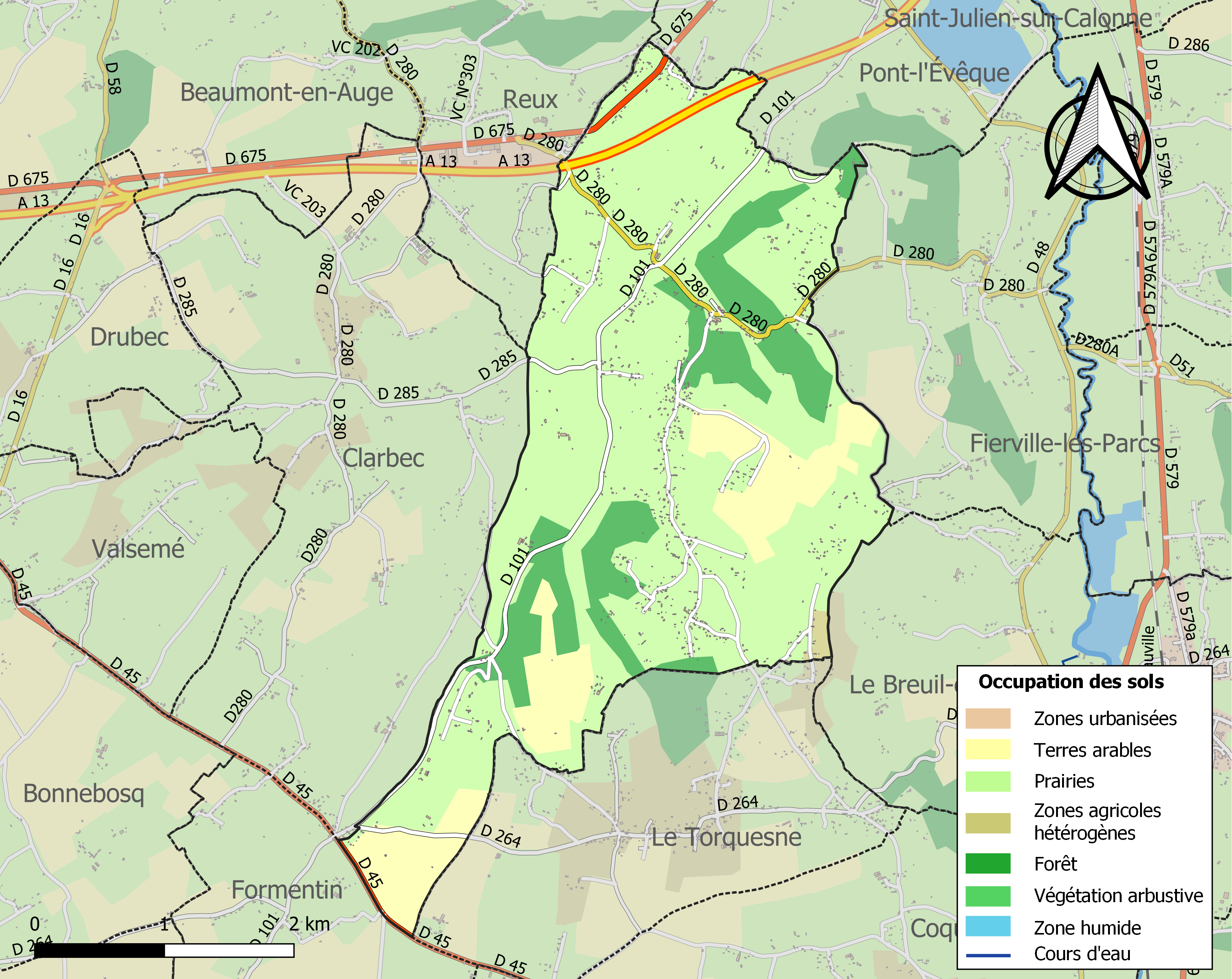
Carte des infrastructures et de l'occupation des sols de la commune en 2018 (CLC).

L'occupation des sols de la commune, telle qu'elle ressort de la base de données européenne d'occupation biophysique des sols Corine Land Cover (CLC), est marquée par l'importance des territoires agricoles (85,9 % en 2018), une proportion identique à celle de 1990 (85,9 %).
La répartition détaillée en 2018 est la suivante : prairies (72,1 %), forêts (14,1 %), terres arables (13,4 %), zones agricoles hétérogènes (0,5 %).
L'évolution de l'occupation des sols de la commune et de ses infrastructures peut être observée sur les différentes représentations cartographiques du territoire : la carte de Cassini (XVIIIe siècle), la carte d'état-major (1820-1866) et les cartes ou photos aériennes de l'IGN pour la période actuelle (1950 à aujourd'hui).

### Habitat et logement
En 2021, le nombre total de logements dans la commune était de 393, alors qu'il était de 346 en 2016 et de 368 en 2011.
Parmi ces logements, 68,7 % étaient des résidences principales, 25,8 % des résidences secondaires et 5,4 % des logements vacants. Ces logements étaient pour 98,3 % d'entre eux des maisons individuelles et pour 1,7 % des appartements.
Le tableau ci-dessous présente la typologie des logements à Saint-Hymer en 2021 en comparaison avec celle du Calvados et de la France entière. Une caractéristique marquante du parc de logements est ainsi une proportion de résidences secondaires et logements occasionnels (25,8 %) supérieure à celle du département (17,8 %) et à celle de la France entière (9,7 %).
| Typologie                                               | Saint-Hymer | Calvados | France entière |
| ------------------------------------------------------- | ----------- | -------- | -------------- |
| Résidences principales (en %)                           | 68,7        | 75,5     | 82,2           |
| Résidences secondaires et logements occasionnels (en %) | 25,8        | 17,8     | 9,7            |
| Logements vacants (en %)                                | 5,4         | 6,6      | 8,1            |

## Toponymie
L'hagiotoponyme de la localité est attesté sous la forme Sanctus Ymerius en 1066-1067, Saint Ymer en 1793, Saint-Himer en 1801.
Saint Hymer ou Himer n'est autre que saint Himerius, nom francisé en saint Himier ou saint Imier, moine ermite des VIe et VIIe siècles.

## Histoire

### Ancien Régime

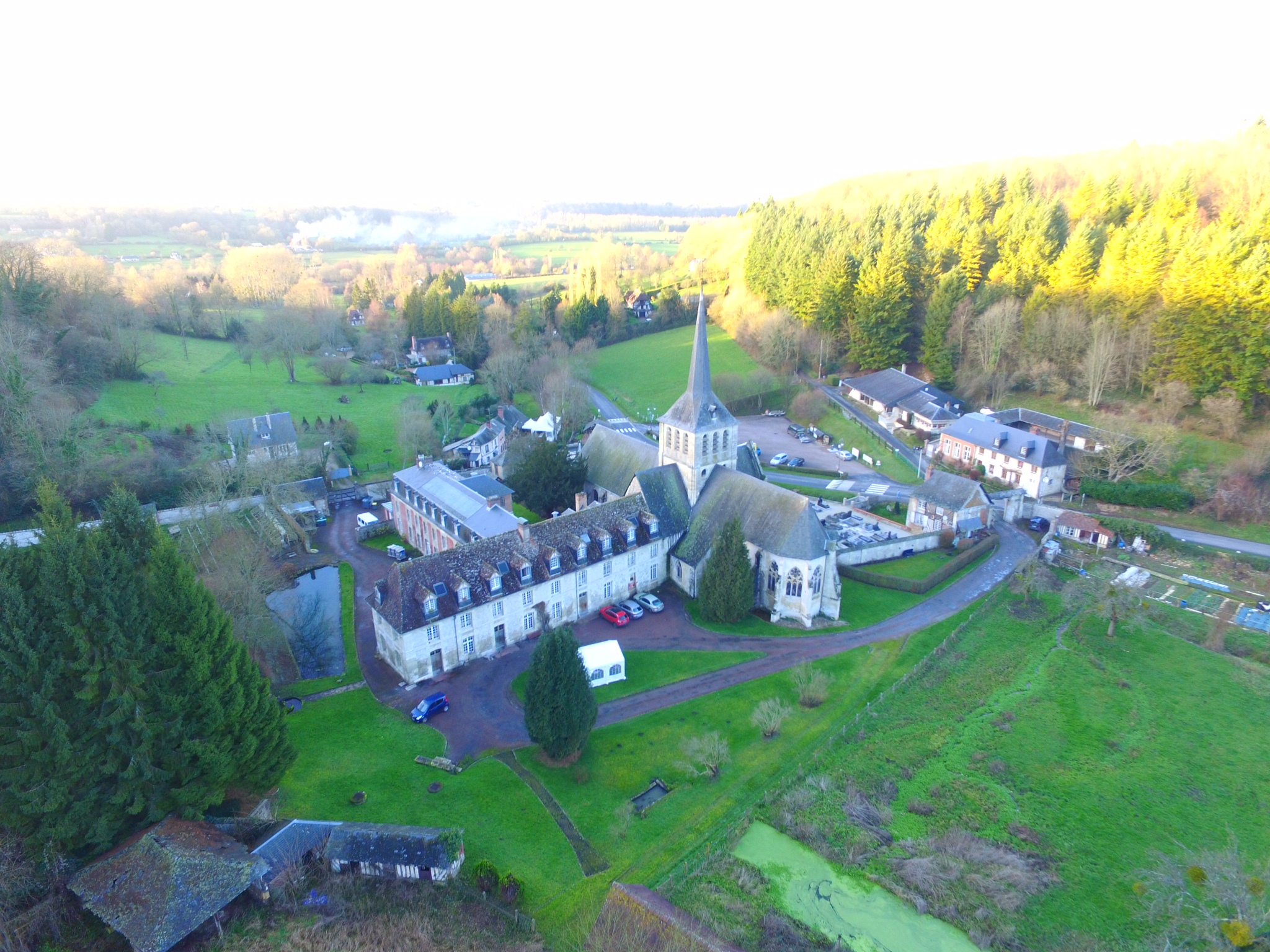
Vue aérienne du prieuré et de l'église, en 2016.

Une abbaye bénédictine est fondée à Saint-Hymer avant 1076 et Guillaume le Conquérant y installa une collégiale de chanoines réguliers qui dépendaient de l'abbaye du Bec. Les bénédictins quittent Saint Hymer en 1695.
En 1717, sous la commende de l'abbé Henri-Emmanuel de Roquette d'Amade (né en 1655 à Blangy-le-Château), que le prieuré et l'abbaye sont appelés le « Port Royal de Normandie », et devient un actif centre janséniste.

## Politique et administration

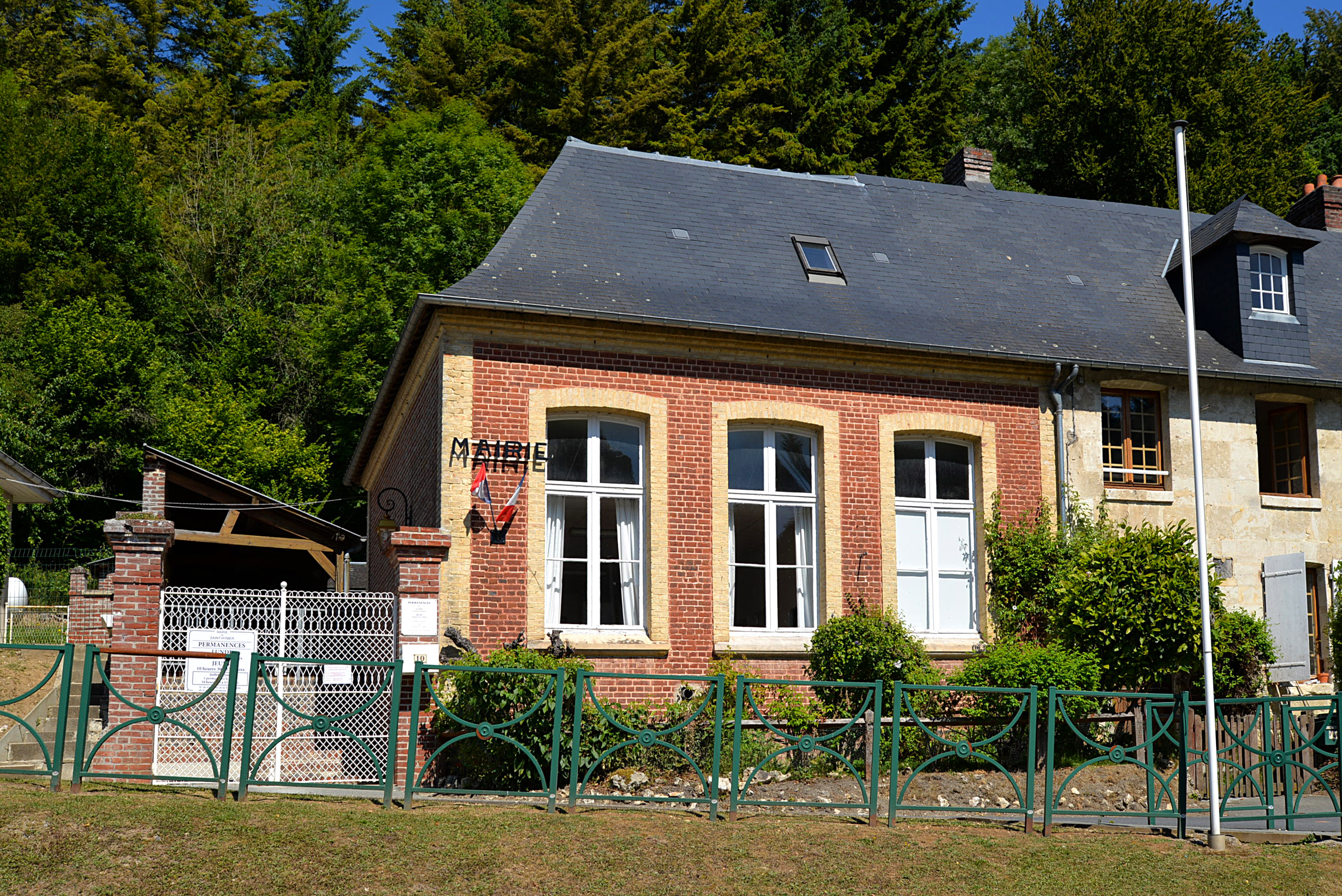
La mairie.

### Rattachements administratifs et électoraux

#### Rattachements administratifs
La commune se trouve depuis 1926 dans l'arrondissement de Lisieux du départementdu Calvados.
Elle faisait partie depuis 1793 du canton de Pont-l'Évêque. Dans le cadre du redécoupage cantonal de 2014 en France, cette circonscription administrative territoriale a disparu, et le canton n'est plus qu'une circonscription électorale.

#### Rattachements électoraux
Pour les élections départementales, la commune fait partie depuis 2014 d'un nouveau canton de Pont-l'Évêque porté de 20 à 48 communes.
Pour l'élection des députés, elle fait partie de la quatrième circonscription du Calvados.

### Intercommunalité
Saint-Hymer est membre fondateur de la communauté de communes Terre d'Auge, un établissement public de coopération intercommunale (EPCI) à fiscalité propre créé en 2003 sous le nom de communauté de communes Blangy Pont-l'Évêque Intercom et auquel la commune a transféré un certain nombre de ses compétences, dans les conditions déterminées par le code général des collectivités territoriales.

### Administration municipale
Le nombre d'habitants, au dernier recensement, étant compris entre 500 et 1499, le nombre de membres du conseil municipal est de 15, y compris le maire et ses adjoints.

### Liste des maires
| Période                                  | Période                        | Identité             | Étiquette | Qualité                                                                                                 |
| ---------------------------------------- | ------------------------------ | -------------------- | --------- | --- |
| Les données manquantes sont à compléter. |                                |                      |           | |
|                                          |                                |                      |           | |
| mars 1989                                | mars 2014                      | Pierre-Albert Cumont | DVD       | Maçon                                                                                                   |
| mars 2014                                | En cours (au 17 décembre 2024) | Joël Lebrun          | SE        | Conducteur de travaux Vice-président de la CC Terre d'Auge (2020 → 2024) Réélu pour le mandat 2020-2026 |

## Équipements et services publics

### Espaces publics
Un verger partagé est créé près du centre bourg par le collectif associatif Des vertes et des mûres sur un  terrain communal en 2021,.

## Population et société
Les habitants de la commune sont des Saint-Hymériens et les Saint-Hymériennes.

### Démographie
L'évolution du nombre d'habitants est connue à travers les recensements de la population effectués dans la commune depuis 1793. Pour les communes de moins de 10 000 habitants, une enquête de recensement portant sur toute la population est réalisée tous les cinq ans, les populations de référence des années intermédiaires étant quant à elles estimées par interpolation ou extrapolation. Pour la commune, le premier recensement exhaustif entrant dans le cadre du nouveau dispositif a été réalisé en 2007.

En 2022, la commune comptait 668 habitants, en évolution de +3,57 % par rapport à 2016 (Calvados : +1,58 %, France hors Mayotte : +2,11 %).
| 1793  | 1800 | 1806 | 1821 | 1831 | 1836 | 1841 | 1846 | 1851 |
| ----- | ---- | ---- | ---- | ---- | ---- | ---- | ---- | ---- |
| 1 057 | 704  | 865  | 652  | 728  | 728  | 688  | 672  | 608  |

| 1856 | 1861 | 1866 | 1872 | 1876 | 1881 | 1886 | 1891 | 1896 |
| ---- | ---- | ---- | ---- | ---- | ---- | ---- | ---- | ---- |
| 534  | 530  | 561  | 517  | 523  | 577  | 555  | 566  | 524  |

| 1901 | 1906 | 1911 | 1921 | 1926 | 1931 | 1936 | 1946 | 1954 |
| ---- | ---- | ---- | ---- | ---- | ---- | ---- | ---- | ---- |
| 519  | 516  | 511  | 518  | 522  | 532  | 543  | 574  | 455  |

| 1962 | 1968 | 1975 | 1982 | 1990 | 1999 | 2006 | 2007 | 2012 |
| ---- | ---- | ---- | ---- | ---- | ---- | ---- | ---- | ---- |
| 438  | 459  | 458  | 502  | 582  | 663  | 680  | 681  | 614  |

| 2017 | 2022 | - | - | - | - | - | - | - |
| ---- | ---- | - | - | - | - | - | - | - |
| 664  | 668  | - | - | - | - | - | - | - |

## Manifestations culturelles et festivités
Depuis 2016, Saint-Hymer accueille chaque année une ou plusieurs épreuves spéciales d'un rallye automobile circulant sur les routes sinueuses de la commune et des environs de Pont-l'Évêque,.

## Culture locale et patrimoine

### Lieux et monuments
- Le prieuré de Saint-Hymer partiellement inscrit au titre des monuments historiques[35]. À la fin du XIXe siècle le prieuré est vendu puis légué à l'hôpital de Pont-l'Évêque pour en faire une maison de retraite[Note 3] qui a été désaffectée lors de la création de l'EHPAD de Pont-l'Évêque en 2020.

En 2024, les bâtiments sont vendus pour être transformés en hôtel de luxe.
Une statue d'une aigle impériale de 2,60 m d'envergure et près de 40 kg, en bois et de plâtre doré, qui ornait le tombeau provisoire de Napoléon Ier aux Invalides en 1840 avant qu'il ne repose dans l'actuel  tombeau de quartzite rouge sur socle de granit vert dessiné par Louis Visconti, a été retrouvée au prieuré en 2021. Elle avait été offerte en 1861 par Napoléon III à Jean-Charles Langlois, personnage historique de l'époque napoléonienne.
- L'église prieurale Saint-Hymer classé au titre des monuments historiques[39].

Après une une première tranche de travaux de mise hors d'eau de l'église (toit du chœur, de la chapelle sud et de la sacristie) menée à l'initiative de l'association Art et Patrimoine de Saint-Hymer, une nouvelle tranche de travaux est nécessaire pour restaurer la nef dans son intégralité, pour laquelle une souscription est ouverte avec l'aide de la Fondation du patrimoine.
- Manoir de l'Aumône inscrit au titre des monuments historiques[42].
- Parc du château, aménagé à la fin du XIXe siècle[43].
- Vestiges d'une motte féodale[44].
- Mausolée du colonel Jean-Charles Langlois (1789-1870).
- Pressoir.
- Lavoir.
- Circuit de randonnée « sur les traces de Pascal »[45].

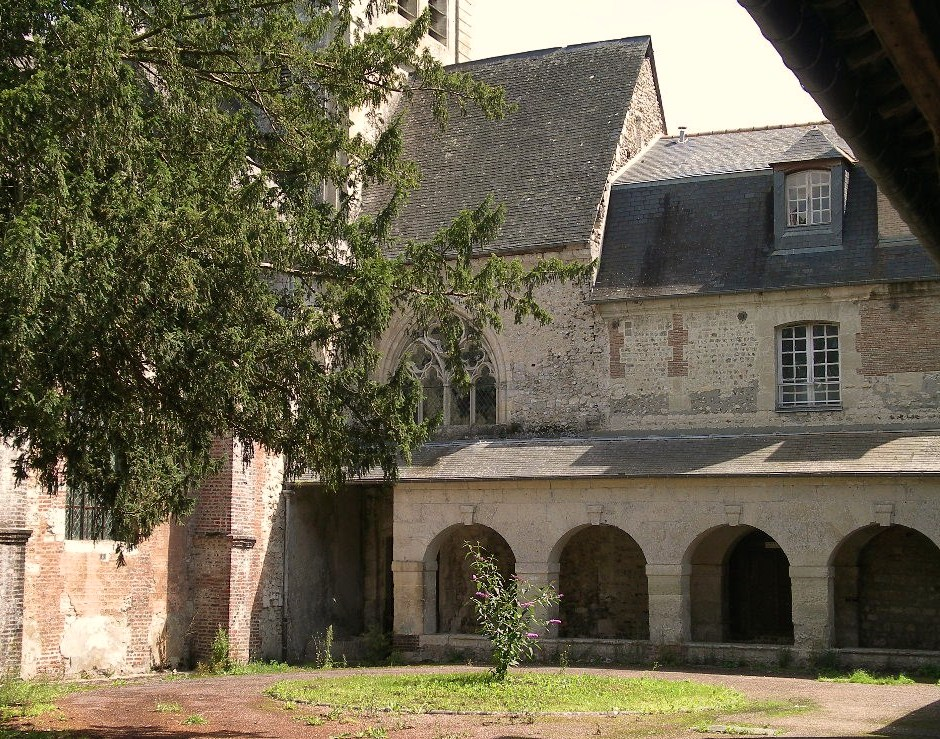
Le cloître du prieuré.
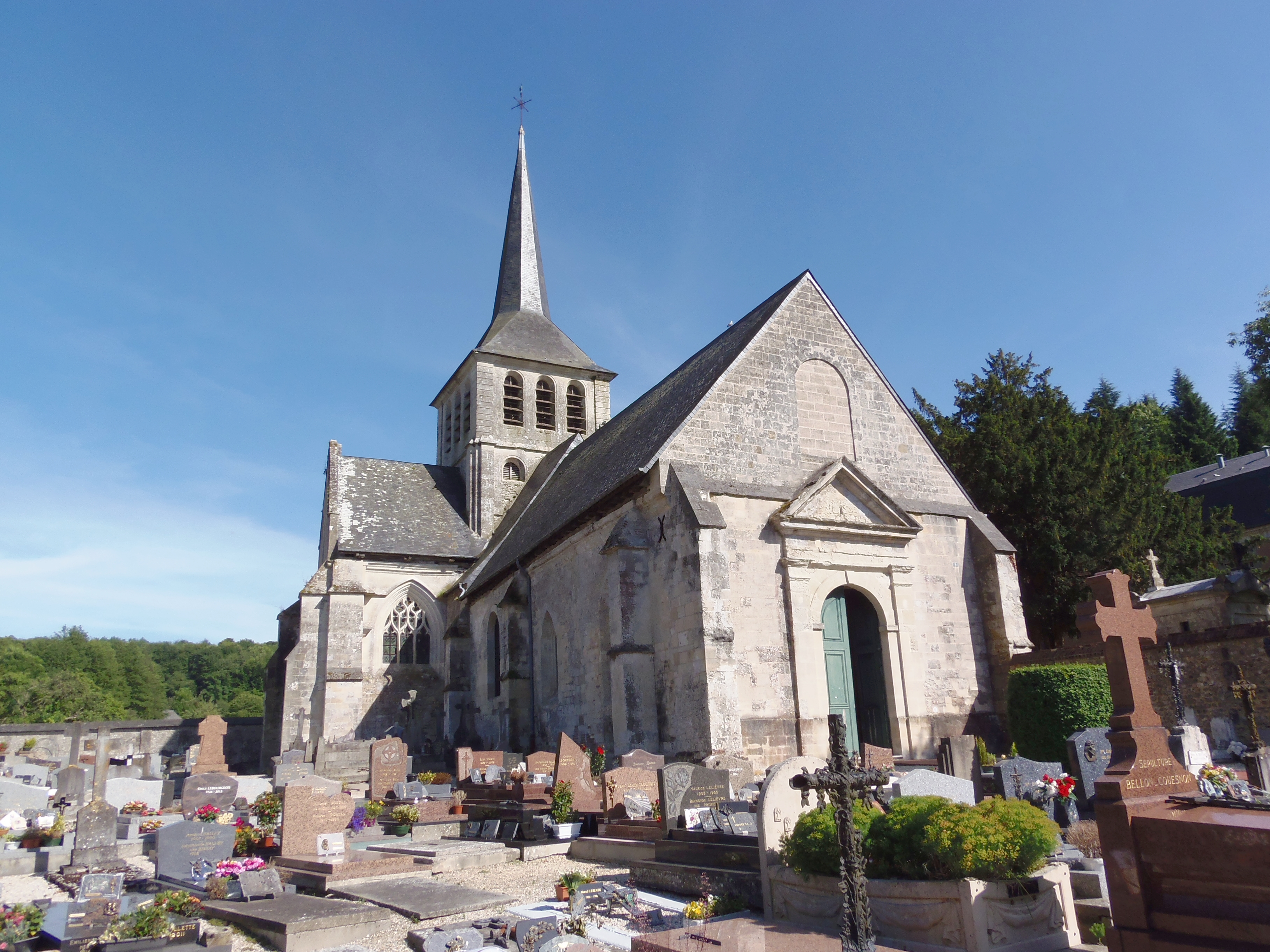
L'église Saint-Hymer...
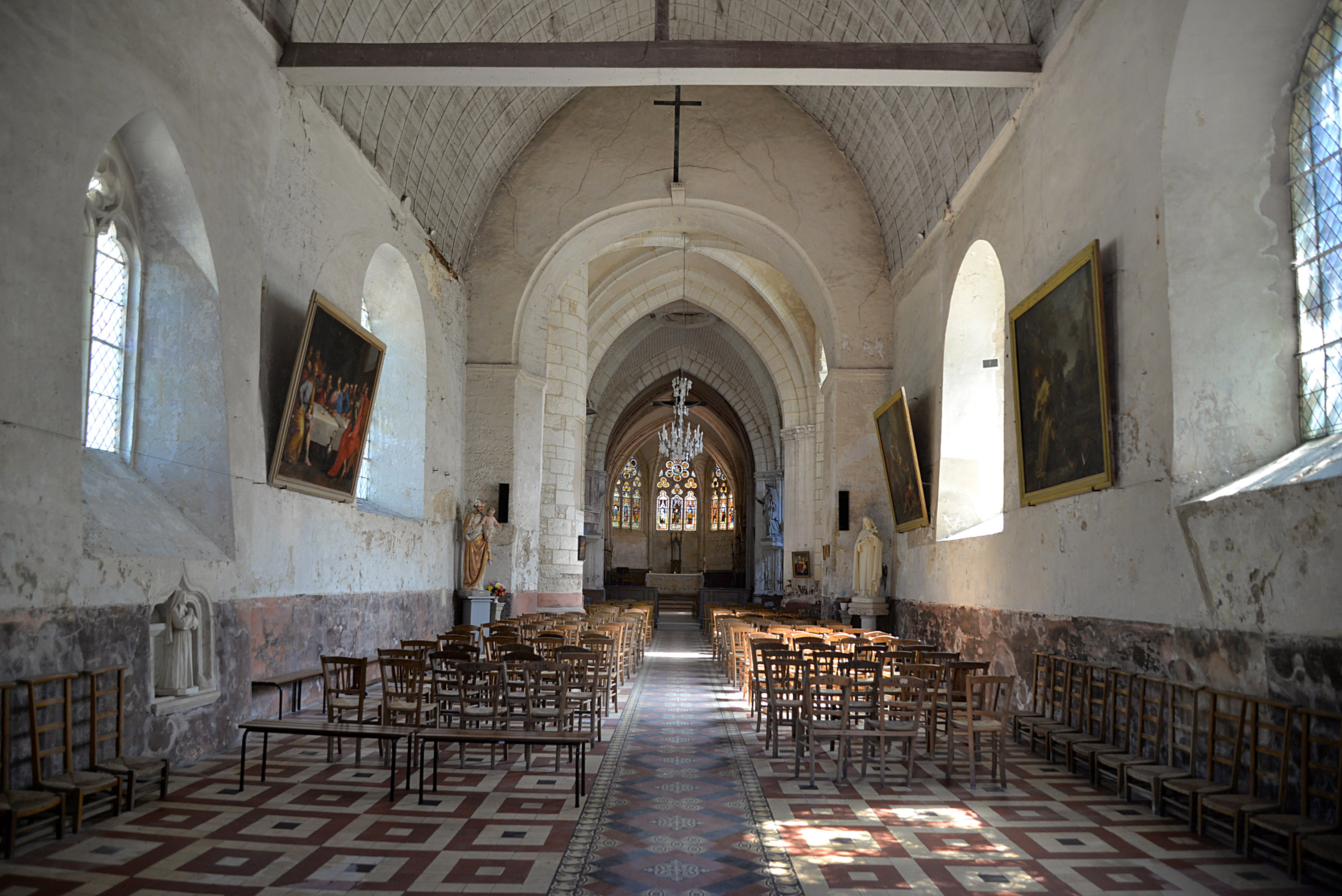
... sa nef...
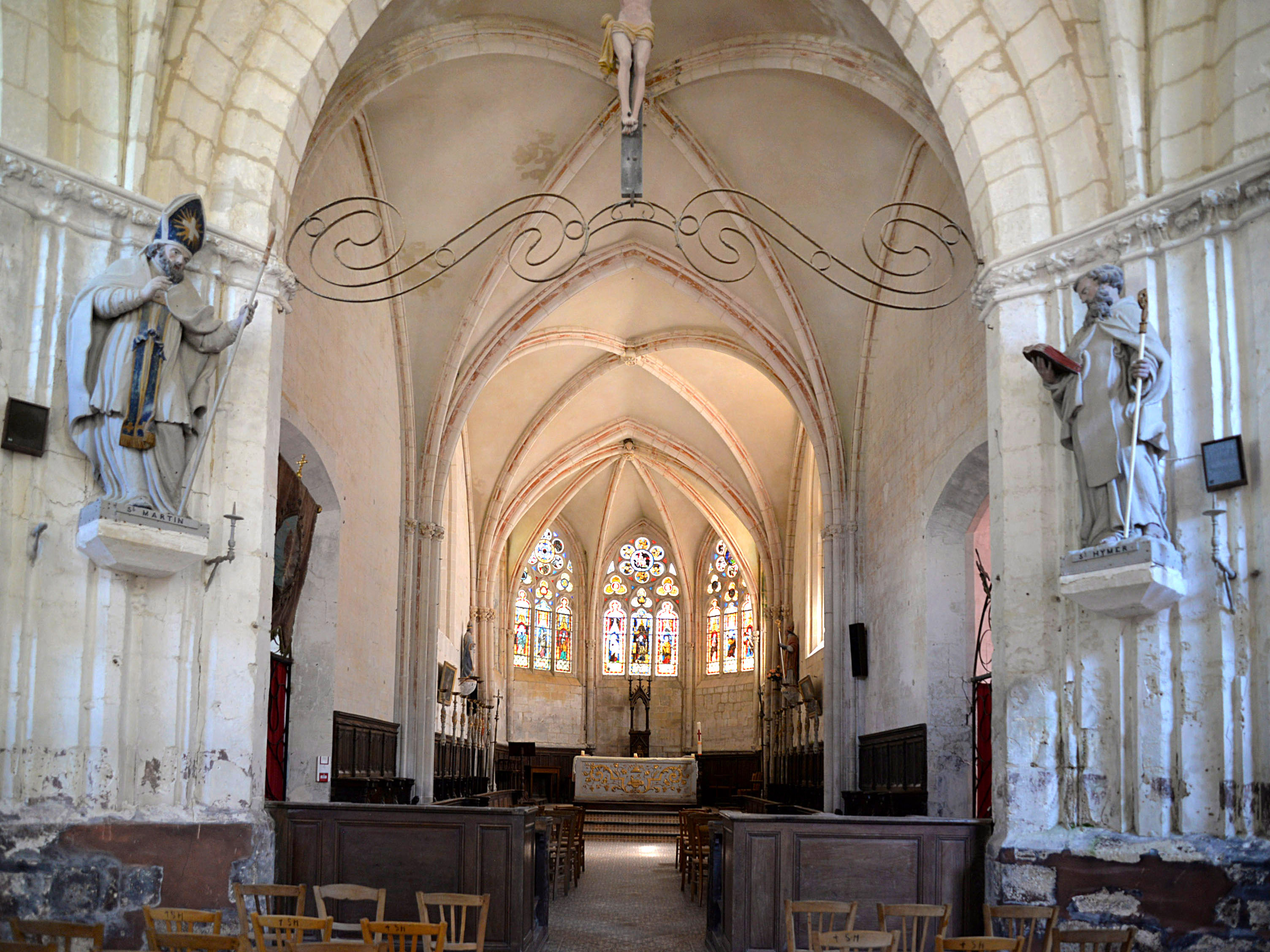
... et son transept.
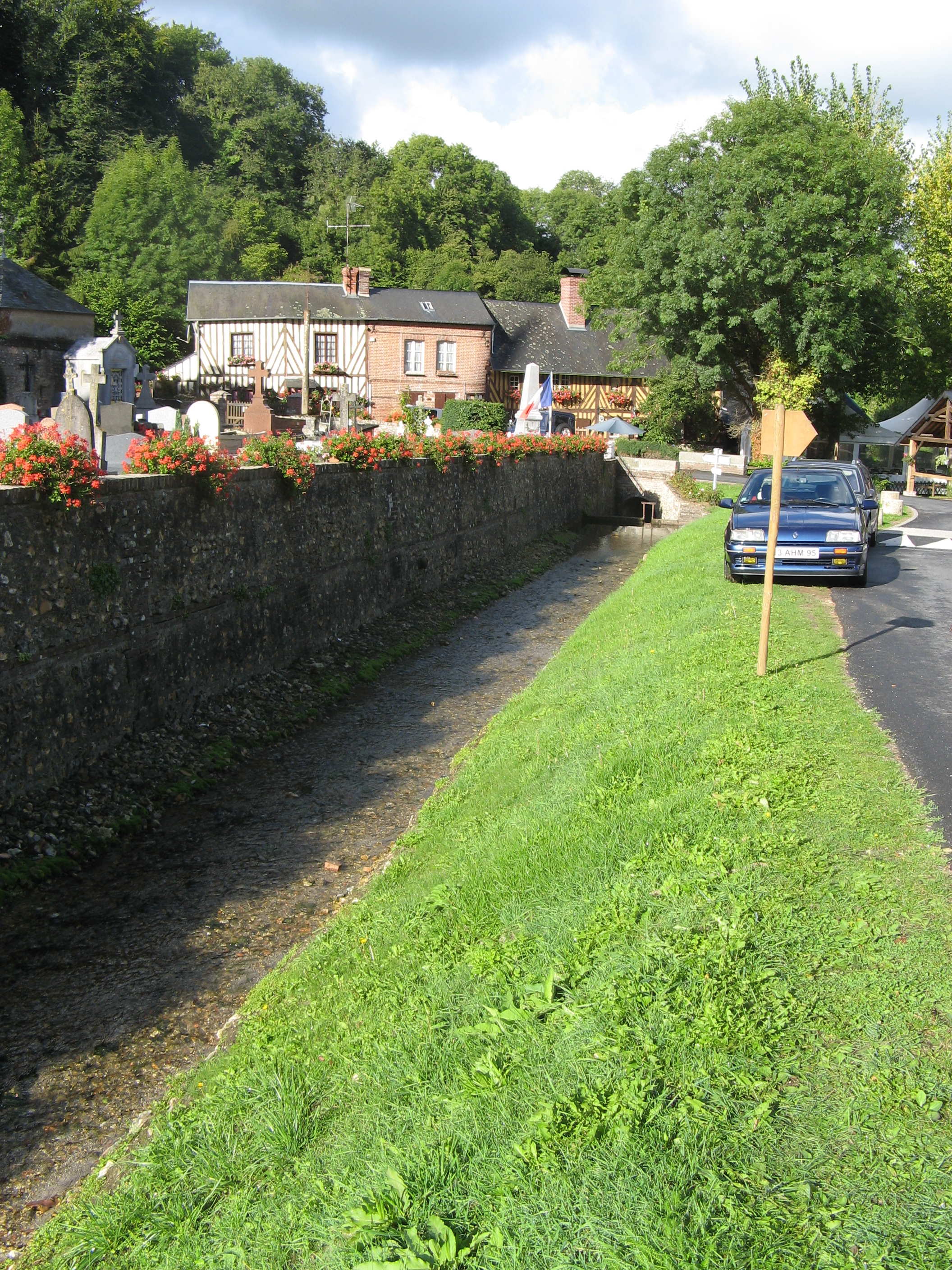
La rue principale.
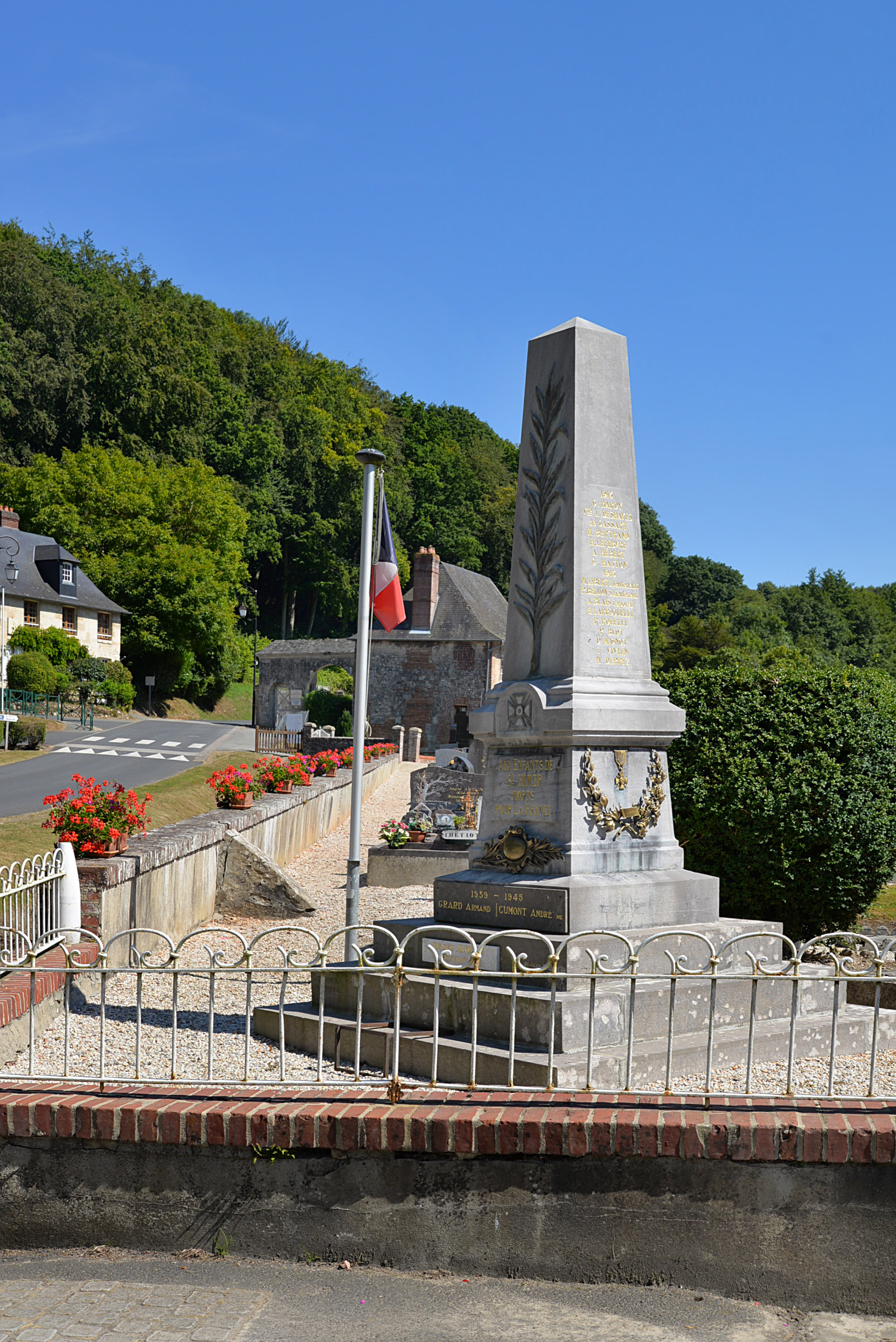
Le monument aux morts.

### Personnalités liées à la commune
- Louis-Charles de Grieu (1755-1836), prieur de Saint-Hymer, est député du clergé en 1789.
- Jeanne Marie Le Calvé, dite Mère Denis (1893-1989), lavandière et figurante française célèbre pour avoir été la figure emblématique de publicités pour la marque de machines à laver Vedette durant les années 1970 et 1980, inhumée dans le cimetière communal[46].
- Gonzague Saint-Bris (1948-2017), écrivain et journaliste, y trouve la mort dans un accident de voiture le 8 août 2017[47].

## Pour approfondir